# 鄭清霞
鄭清霞，為國立中正大學社會福利研究所博士，現任職於國立中正大學社會福利學系教授；2016年6月8日任職國家年金改革委員會委員，立場為：
|  | 年金制度台灣現行大部分採取社會保險制，年金給付的關鍵在於年輕時代的投保年資與投保薪資；因為缺乏公共照顧體系，再加上性別分工的刻板印象，女性無法順利持續勞動參與，或只能在低薪的勞動領域，進而影響女性年金給付水準。 年金改革的願景與格局必須加入照顧政策、勞動政策、甚至於租稅改革，來思考如何實現性別、階級意涵上的所得重分配。 其次，年金制度的目標是透過世代互助保障老年基本經濟安全。在制度分立情況下取得基本年金的內涵整合是我們的主張。換言之，在基本年金這一塊，大家的給付條件與給付公式一致，並透過兩階段給付率的設計來取得各制度間的整合。第三，國民年金的被保險人仍有因經濟困難而無法繳費，我們主張推動依據所得分階的保費補助機制，擴大現行的保費補助對象，納入經濟弱勢人口。 |

## 外部連結
- 總統府國家年金改革委員會-委員名單 （页面存档备份，存于）

| 中華民國政府職務 | 中華民國政府職務                     | 中華民國政府職務 |
| ---------------- | ------------------------------------ | ---------------- |
| 中華民國總統府   |                                      |                  |
| 前任： '         | 國家年金改革委員會委員 2016年6月8日- | 繼任： '         |